# Le Goujat
Pour plus de détails, voir Fiche technique et Distribution.
Le Goujat (The Scoundrel) est un film américain écrit, réalisé et produit par Ben Hecht et Charles MacArthur, sorti en 1935.

## Synopsis
Anthony Mallare est un intellectuel misanthrope, friand de bons mots cyniques. Il prend sous son aile une jolie poétesse, Cora Moore, qui de ce fait quitte son fiancé Paul Decker. Celui-ci essaie de tirer sur Tony, mais un étui à cigarettes le sauve. Des mois plus tard, Tony quitte Cora pour Maggie, une pianiste. Cora, le cœur brisé, arrête d'écrire et se met à boire. Elle vient demander à Tony de 'argent pour aider Paul à sortir de prison mais il refuse. Cora le maudit en lui prédisant qu'il mourra dans un accident d'avion. C'est ce qui lui arrive lors d'un voyage aux Bermudes. Personne ne le regrette. Tony revient alors en tant que fantôme, ce qui est le sort de ceux qui sont morts sans avoir été aimés. Il a un mois pour trouver quelqu'un qui pleure sur son sort. Les jours passent, il recherche désespérément Cora. Elle est dans une sordide pension où elle a trouvé Paul, qui veut se suicider...

## Fiche technique
- Titre original : The Scoundrel
- Titre français : Le Goujat
- Réalisation : Ben Hecht et Charles MacArthur
- Scénario : Ben Hecht et Charles MacArthur
- Direction artistique : Walter E. Keller
- Décors : Albert Johnson
- Photographie : Lee Garmes
- Son : Joseph I. Kane
- Montage : Arthur Ellis
- Production : Ben Hecht et Charles MacArthur
- Société de production : Hecht--MacArthur, Inc.
- Société de distribution : Paramount Pictures
- Pays d'origine :  États-Unis
- Langue originale : anglais
- Format : noir et blanc — 35 mm — 1,37:1 — son Mono
- Genre : drame
- Durée : 76 minutes
- Dates de sortie : 
  -  États-Unis : 2 mai 1935 (première à New York)
  -  France : 8 janvier 1936

## Distribution
- Noël Coward : Anthony Mallare
- Julie Haydon : Cora Moore
- Stanley Ridges : Paul Decker
- Rosita Moreno (en) : Carlotta
- Martha Sleeper : Julia Vivian
- Hope Williams : Maggie
- Ernest Cossart : Jimmy Clay
- Everley Gregg : Mildred Langwiler
- Edward Ciannelli : Maurice Stern
- Helen Strickland : Mme Rollinson
- Lionel Stander : Rothenstein
- Harry Davenport : Slazack
- William Ricciardi : Luigi
- Burgess Meredith

## Récompenses
- Oscars du cinéma 1936 : Oscar de la meilleure histoire originale pour Ben Hecht et Charles MacArthur

## Autour du film
- Ce film marque les débuts au cinéma de Noël Coward[1] et de Burgess Meredith[2].